# 真冬のダイアリー
「真冬のダイアリー」（まふゆのダイアリー）は、Qyotoの3枚目のシングル。2018年12月19日にアリオラジャパンより発売。

## 解説
表題曲の歌詞はレギュラー出演するAIR-G'のラジオ番組「FM ROCK KIDS」に寄せられたリスナーからのエピソードをもとに書かれている。今回のミュージック・ビデオでの中園勇樹のソロシーンは北海道・小樽で撮影され、エピソードをつづった日記を手に旅するかのような光景が繰り広げられる。このほか白い楽器を手にしたメンバーたちによる演奏シーンなど、楽曲のタイトル通り真冬の世界観を描いた美しい映像で構成されている。中園は「冬というテーマで書かせていただいて、僕たちにとってとても大切な曲になったので、皆さんにとっても大切な曲になったらうれしい」と、コメントしている。プロデュースは長戸大幸。

## シングル収録トラック

### 初回限定版
CD
1. 真冬のダイアリー
作詞：中園勇樹、HIROKI　作曲：Qyoto、松山大徒　編曲：Qyoto、鶴澤夢人
2. I'm a looser
作曲：HIROKI　作曲・編曲：Qyoto、岡本仁志
3. 真冬のダイアリー -thanks massage-

DVD
1. 「真冬のダイアリー」 MUSIC VIDEO
2. 「真冬のダイアリー」 MUSIC VIDEO（making）

### 通常版
1. 真冬のダイアリー
2. I'm a looser
3. 真冬のダイアリー (instrumental)